# Liste der Naturdenkmale in Willstätt
| Naturdenkmale | Anzahl |
| ------------- | ------ |
| FND           | 0      |
| END           | 2      |
| Gesamt        | 2      |

Die Liste der Naturdenkmale in Willstätt nennt die verordneten Naturdenkmale (ND) der im baden-württembergischen Ortenaukreis liegenden Gemeinde Willstätt. In Willstätt gibt es insgesamt zwei als Naturdenkmal geschützte Objekte, keines ist ein flächenhaftes Naturdenkmal (FND), beide sind Einzelgebilde-Naturdenkmale (END).
Stand: 1. November 2016.

## Einzelgebilde (END)
| Name                     | Bild | Kennung     | Einzelheiten | Position | Fläche Hektar | Datum         |
| ------------------------ | ---- | ----------- | ------------ | -------- | ------------- | ------------- |
| Pfarrhoflinde            |      | 83171410002 | Willstätt    | ???      | 0,0           | 19. Okt. 1966 |
| 2 Linden im Friedhof     |      | 83171410001 | Willstätt    | ???      | 0,0           | 21. Juli 1956 |
| Legende für Naturdenkmal |      |             |              |          |               |               |